# Couverture des Jeux olympiques d'été de 2004
La couverture des Jeux olympiques d'été de 2004 figure parmi les programmes opérationnels les plus importants du comité d'organisation Athènes 2004 et constitue l'un des plus importants événement médiatique de l'année.
Le Comité international olympique (CIO) accorde les droits de retransmission des Jeux aux stations de radio et aux chaînes de télévision du monde entier, en signant des contrats trilatéraux engageant le CIO, Athènes 2004 et les radio et télé-diffuseurs détenteurs de droits.
Les revenus issus de ces accords sont fixés par le CIO : Athènes 2004 en perçoit 49 %.
La Charte olympique, le Contrat de la ville hôte et les contrats de cession des droits de diffusion radio-télévision forment le cadre de fonctionnement de la couverture médiatique des Jeux.
L’Organisme de radiotélévision olympique d’Athènes (Athens Olympic Broadcasting ou AOB) a été créé dans ce cadre pour assumer le rôle de diffuseur hôte. L’AOB est chargé de produire les signaux officiels et de les distribuer au Centre international de radio et télévision (International Broadcasting Center ou IBC) et aux sites. L'AOB fournit, en outre, les services de base et l’équipement technique nécessaires aux détenteurs de droits.
Pour sa part, Athènes 2004 contrôle et supervise les activités de l'AOB et fournit les services non techniques tant à l’AOB qu’aux détenteurs de droits.
Le Centre international de radio et télévision (IBC) est le cœur des opérations radiotélévisées. Les 80 signaux en provenance des sites aboutissent dans l'enceinte de l’IBC. De là sont produits et distribués aux chaînes de télévision internationales les 40 signaux officiels.
À noter que pour la première fois, une partie des jeux sont filmés avec des caméras "haute définition".

## Chiffres clef
- 3 800 heures de transmission en direct par ΑΟΒ
- 3 700 membres du personnel de l’ΑΟΒ au moment des Jeux
- Plus de 1 500 postes de commentateurs
- Près de 1 000 caméras de l'ΑΟΒ et plus de 100 unités de retransmission mobiles (production) de l’ΑΟΒ et des détenteurs de droits

## Liste des radios et télé-diffuseurs détenteurs de droits
- Stations de radiotélévision
  - NBC (États-Unis)
  - Seven Network (Australie)
  - Société Radio-Canada (Canada)
  - South African Broadcasting Corporation (Afrique du Sud)
  - Supersport (Afrique)
  - Telemundo Network Group (Puerto Rico)
  - Television New Zealand (Nouvelle-Zélande)
- Pools
  - Athens Olympic Japan Consortium (Japon)
  - Athens Olympic Korean Pool (Corée)
  - Chinese Taipei Athens Pool (Taïwan)
- Unions
  - Arab States Broadcasting Union (États arabes)
  - Asia Pacific Broadcasting Union (Asie pacifique)
  - Caribbean Broadcasting Union (États des Caraïbes)
  - Union européenne de radio-télévision (Europe)
  - Organizacion De La Television Iberoamericana (Amérique latine)
  - Union des radiodiffusions et télévisions nationales d'Afrique (Afrique)